# Albin Erlandzon
Albin Erlandzon, cuyo nombre natal era Karl Albin Erlandson, (14 de abril de 1886 - 7 de enero de 1967) fue un actor teatral y cinematográfico de nacionalidad sueca, nacido y fallecido en Estocolmo, Suecia.

## Filmografía
- 1917 : Tösen från Stormyrtorpet
- 1919 : Herr Arnes pengar
- 1933 : Hemliga Svensson
- 1934 : Simon i Backabo
- 1935 : Ebberöds bank
- 1935 : Ungkarlspappan
- 1937 : Mamma gifter sig
- 1938 : Storm över skären
- 1939 : Skanör-Falsterbo
- 1940 : Karusellen går
- 1940 : Den blomstertid
- 1942 : Rid i natt!
- 1942 : I gult och blått
- 1942 : Kan doktorn komma?
- 1942 : Rospiggar
- 1943 : Ordet
- 1943 : I mörkaste Småland
- 1944 : Skeppar Jansson
- 1944 : Prins Gustaf
- 1944 : Flickan och Djävulen
- 1944 : Jag är eld och luft
- 1944 : Kejsarn av Portugallien
- 1944 : Snöstormen
- 1945 : Resan bort
- 1945 : Rosen på Tistelön
- 1945 : Galgmannen
- 1945 : Gomorron Bill!
- 1945 : I Roslagens famn
- 1946 : Saltstänk och krutgubbar
- 1946 : Kärlek och störtlopp
- 1946 : Det var då - det är nu
- 1947 : Livet i Finnskogarna
- 1947 : Maj på Malö
- 1948 : Robinson i Roslagen
- 1948 : Lars Hård
- 1949 : Smeder på luffen
- 1949 : Pappa Bom
- 1949 : Havets son
- 1949 : Lång-Lasse i Delsbo
- 1949 : Janne Vängman på nya äventyr
- 1949 : Sjösalavår
- 1950 : Motorkavaljerer
- 1951 : Skeppare i blåsväder
- 1952 : Kalle Karlsson från Jularbo
- 1952 : När syrenerna blomma
- 1953 : Ursula – flickan i finnskogarna
- 1953 : Barabbas
- 1953 : Ingen mans kvinna
- 1953 : All jordens fröjd
- 1954 : Herr Arnes penningar
- 1955 : Älskling på vågen
- 1955 : Bröderna Östermans bravader
- 1956 : Flickan i frack
- 1957 : Sjutton år
- 1958 : Den store amatören

## Teatro
- 1923 : Kusinen från Amörika eller De' va' småpotatis, de Gideon Wahlberg, dirección de Adolf Rangstedt, Södermalmsteatern[2]
- 1923 : Hej, Karolina, de Edvin Ray, dirección de Willi Wells, Pallas-Teatern[3]
- 1923 : Sätt igång, de Bojve, dirección de Adolf Rangstedt, Södermalmsteatern[4]
- 1924 : Bättre dag för dag, de Albin Erlandzon, dirección de Willi Wells, Pallas-Teatern[5]
- 1924 : Gaska upp dej Nikolina, de Johan Lind, dirección de Willi Wells, Södermalmsteatern[6]
- 1925 : En orolig bröllopsnatt, de Sten Granlund, dirección de Willi Wells, Södermalmsteatern[7]
- 1933 : Barn på beställning, de Arthur Fischer, dirección de Arthur Fischer, Mosebacketeatern[8]
- 1934 : Greven av Gamla stan, de Siegfried Fischer y Arthur Fischer, Mosebacketeatern[9]
- 1934 : Julia på camping, de Siegfried Fischer, Mosebacketeatern[10]
- 1935 : Hur ska' de' gå för Pettersson?, de Siegfried Fischer, Söders friluftsteater[11]
- 1935 : Följ me' till Köpenhamn, de Siegfried Fischer, dirección de Siegfried Fischer, Mosebacketeatern[12]
- 1936 : Skojar-Hampus, de Siegfried Fischer, Mosebacketeatern[13]
- 1936 : Fröken Grönlunds pojke, de Siegfried Fischer y Arthur Fischer, dirección de Siegfried Fischer y Arthur Fischer, Mosebacketeatern[14]
- 1936 : Gentes de Hemsö, de August Strindberg, dirección de Siegfried Fischer, Mosebacketeatern[15]
- 1937 : Bergsprängarbruden, de Albin Erlandzon, dirección de Siegfried Fischer, Mosebacketeatern[16]
- 1939 : Kärlek och guldfeber, de Gideon Wahlberg, Tantolundens friluftsteater[17]
- 1939 : Kärlek och landstorm, de Gideon Wahlberg y Walter Stenström, dirección de Gideon Wahlberg, Odeonteatern de Estocolmo[18]
- 1941 : Söders tyrolare, de Gideon Wahlberg, dirección de Gideon Wahlberg, Tantolundens friluftsteater[19]